# うめき
| ウィキペディアには「うめき」という見出しの百科事典記事はありません（タイトルに「うめき」を含むページの一覧/「うめき」で始まるページの一覧）。 代わりにウィクショナリーのページ「うめき」が役に立つかもしれません。 |